# Unravel

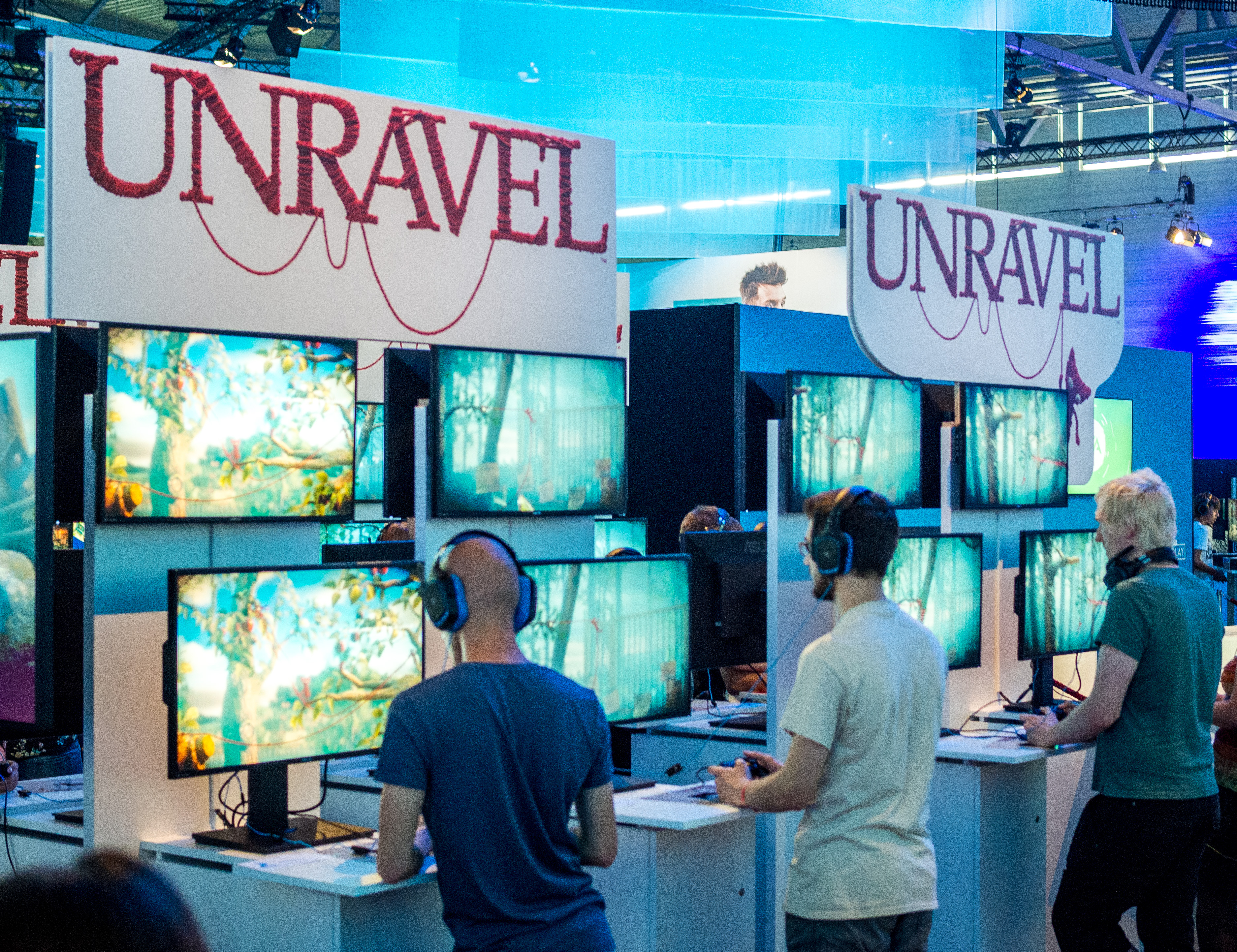
Unravel på Gamescom 2015

Unravel är ett fysikbaserat pusselspel, utvecklat av den svenska spelstudion Coldwood Interactive och utgivet av Electronic Arts till Microsoft Windows, Playstation 4 och Xbox One den 9 februari 2016. Unravel presenterades för första gången på E3 mässan 2015. Spelets huvudkaraktär är Yarny, en liten antropomorfisk varelse skapad av garn.

## Spelutveckling
Unravel är utvecklat av den svenska spelstudion Coldwood Interactive som är baserad i Umeå, där större delen av de anställda utbildat sig i bland annat datavetenskap på Umeå universitet. Coldwood Interactives tidigare spel har inte fått något stort genomslag, men Stockholmsbaserade DICE såg potential i Unravel, och såg till att spelet fick ett utgivningsavtal med Electronic Arts.
Spelets bakgrunder och landskap är inspirerade av naturen runt Umeå. Spelets kreativa chef, Martin Sahlin, fick inspiration till spelet efter att själv ha skapat en docka av garn i samband med en campingresa i norra Sverige. Sahlin kände att man alltför ofta får se påhittade miljöer i spel, och ville nu passa på att visa upp mer av den natur han känner och älskar. Sahlin har också uppgett att huvudkaraktären Yarny representerar banden och kärleken mellan människor.
Spelets soundtrack är komponerat av umeåmusikerna Henrik Oja och Frida Johansson, med inspiration från västerbottnisk folkmusik.

## Mottagande
| Mottagande                | Mottagande                                                                                |
| Samlingsbetyg             | Samlingsbetyg                                                                             |
| Tjänst                    | Betyg                                                                                     |
| ------------------------- | ----------------------------------------------------------------------------------------- |
| Gamerankings              | 79.99% (41 recensioner) (PS4) 75.94% (18 recensioner) (XONE) 71.67% (3 recensioner) (PC)  |
| Metacritic                | 81/100 (12 recensioner) (PC) 79/100 (70 recensioner) (PS4) 75/100 (23 recensioner) (XONE) |
| Recensionsbetyg           |                                                                                           |
| Publikation               | Betyg                                                                                     |
| Destructoid               | 10/10                                                                                     |
| Electronic Gaming Monthly | [ 18 ]                                                                                    |
| Game Informer             | [ 19 ]                                                                                    |
| Game Revolution           | [ 20 ]                                                                                    |
| Gamespot                  | [ 21 ]                                                                                    |
| Gamesradar                | [ 22 ]                                                                                    |
| Gamereactor               | [ 23 ]                                                                                    |
| IGN                       | [ 24 ]                                                                                    |
| PC Gamer US               | 70/100                                                                                    |
| Polygon                   | [ 26 ]                                                                                    |
| Videogamer.com            | [ 27 ]                                                                                    |

Unravel har fått övervägande positiva reaktioner. Playstation 4-versionen av spelet har fått ett genomsnittligt betyg hos Gamerankings på 79,99% och hos Metacritic på 79 av 100.
I mars 2017 nominerades spelet i två kategorier – "artistic achievement" och "original property" – till den brittiska spelgalan Bafta Games Awards.

## Unravel Two
Till skillnad från Unravel som i hög utsträckning var Sahlins verk, var Unravel Two hela Coldwood Interactive teamets verk. Detta innebar att teamet var mer involverade i alla delar av spelets utveckling såsom vad gäller manusarbete, design och pusselskapande.

## I populärkultur
- Youtube-kanalen Outside Xbox byggde en replika av huvudkaraktären Yarny.[30]